# Igor Kos
Igor Kos (Zagreb, 17. veljače 1978.) je hrvatski rukometaš koji igra na mjestu desnog vanjskog.

## Karijera
- do 1999. :  RK Zagreb
- 1999. – 2000. :  Jahn Duderstadt
- 2000. – 2002. :  Chambéry
- 2002. – 2004. :  Livry-Gargan
- 2004. – 2005. :  Gold Club
- 2005. – 2006. :  SG Flensburg-Handewitt
- 2006. – 2007. :  US Créteil
- 2007. – 2008. :  RK Celje Pivovarna Laško
- 2008. – 2009. :  Ademar Leon
- 2009. – 2010. :  Pick Szeged
- 2010. – 2011. :  Ferencváros
- 2011. – 2013. :  HSG Bärnbach/Köflach

## Uspjesi
- prvak Hrvatske 1999.
- doprvak Europe sa Zagrebom 2000.
- prvak Francuske 2001. s Chambéryem
- finalist Francuskog kupa 2002. s Chambéryem
- pobjednik kupa lige 2002. s Chambéryem
- pobjednik kupa Slovenije 2005. s Gold Clubom
- prvak Slovenije 2007. s Celjem
- pobjednik kupa Španjolske 2008. s Ademar Leonom